# Округ Кајова (Канзас)
Округ Кајова (енгл. Kiowa County) је округ у америчкој савезној држави Канзас. По попису из 2010. године број становника је 2.553. Седиште округа је град Гринсбург.

## Демографија
Према попису становништва из 2010. у округу је живело 2.553 становника, што је 725 (22,1%) становника мање него 2000. године.
| Група             | 2000.         | 2010.         |
| Белци             | 3.155 (96,2%) | 2.378 (93,1%) |
| Афроамериканци    | 7 (0,2%)      | 17 (0,7%)     |
| Азијати           | 9 (0,3%)      | 16 (0,6%)     |
| Хиспаноамериканци | 67 (2,0%)     | 99 (3,9%)     |
| Укупно            | 3.278         | 2.553         |